# 王纬 (唐朝)
王纬（728年—798年），字文卿，太原人。唐朝官员。
生于开元十六年（728年），其父王之咸为长安尉，与堂弟王之涣都是诗人。王纬历任要职，曾为金部员外郎、剑南租庸使、彭州刺史、给事中、润州刺史、浙江西道团练观察使。官至检校工部尚书。贞元十四年（798年）死，赠太子少保。

## 延伸阅读
[在维基数据编辑]
 在维基文库阅读此作者作品
 《舊唐書·卷146》，出自刘昫《舊唐書》
 《新唐書·卷159》，出自《新唐書》